# Kurt David
Kurt David (13. července 1924 Reichenau / Horní Lužice – 2. února 1994 Görlitz) byl německý (NDR) spisovatel.

## Biografie
Kurt David získal po základní škole obchodní vzdělání. Mezi lety 1942 až 1945 se účastnil jako voják německé armády 2. světové války. Od roku 1945 do 1946 byl v sovětském válečném zajetí. Kvůli válečnému zranění se pak musel vzdát plánu na hudební vzdělání. David byl čtyři roky u německé Veřejné bezpečnosti a poté byl dva roky obvodový sekretář u kulturního svazu NDR. Od roku 1954 žil jako svobodný spisovatel nejprve v Oberseifersdorf/Zittau a později až do své smrti v Oybin. v 60. letech 20. století podnikl několik cest do Mongolska a po Polsku. Roku 1970 obdržel Cenu Alexe Weddinga.

## Dílo
Raná díla Kurta Davida mají jako téma rozpor mezi vlastní minulostí za nacismu a za druhé světové války. Poté následovalo období cestopisů, ale největší podíl na Davidově díle tvoří Literatura pro děti a mládež, z které měla úspěch u čtenářů především humoristická kniha V pátek se koupeme, která byla zpracována i jako seriál. Další částí Davidovy tvorby tvořily historické romány s tématy z mongolské historie. Mimoto napsal David také biografie známých skladatelů Beethovena a Schuberta.
- Die Verführten, Halle (Saale) 1956
- Gegenstoß ins Nichts, Berlin 1957
- Befehl ausgeführt, Berlin 1958
- Michael und sein schwarzer Engel, Berlin 1958
- Briefe an den lieben Gott, Berlin 1959
- Der erste Schuß, Berlin 1959
- Der goldene Rachen, Berlin 1960
- Der Granitschädel, Halle (Saale) 1960
- Sechs Stare saßen auf der Mauer, Berlin 1961
- Im Land der Bogenschützen, Berlin 1962
- Der singende Pfeil, Berlin 1962
- Polnische Etüden, Berlin 1963
- Beenschäfer, Berlin 1964
- Freitags wird gebadet (V pátek se koupeme), Berlín 1964, humoristická novela.
- Das Haus im Park, Berlin 1964
- Der Spielmann vom Himmelpfortgrund (Zázračný muzikant), Berlin 1964
- Die goldene Maske, Berlin 1966
- Der Schwarze Wolf (Černý vlk), Berlin 1966, dobrodružný historický román zachycující postupné sjednocování mongolských kmenů Temudžinem, pozdějším Čingischánem v druhé polovině 12. a na počátku 13. století.
- Tenggeri, Berlin 1968
- Bärenjagd im Chentei, Berlin 1970
- Begegnung mit der Unsterblichkeit (Setkání s nesmrtelnosti), Berlin 1970, kniha o Beethovenovi pro mládež.
- Die Überlebende (Ta, která přežila), Berlin 1972, román o skupině německých a polských rozvědčíků, kteří na sklonku druhé světové války padli při plnění bojových úkolů.
- Antennenaugust (Káně Kašpar), Berlin 1975, kniha o přátelství chlapce a káněte.
- Der Bär mit dem Vogel auf dem Kopf, Berlin 1977 (společně s Gerhardem Gossmannem)
- Was sich die schönste aller Wolken wünschte (Co si přál nejkrásnější mrak), Berlin 1977 (společně s Karlem-Heinzem Appelmannem), pohádka.
- Der Löwe mit der besonders schönen langen Mähne, Berlin 1978 (společně s Horstem Bartschem)
- Der Khan mit den Eselsohren, Berlin 1981 (společně s Waltrautem Fischerem)
- Goldwurm und Amurtiger, Berlin 1982 (společně s Gerhardem Gossmannem)
- Rosamunde, aber nicht von Schubert, Berlin 1982
- Das weiße Pony, Berlin 1989

## Česká vydání
- Černý vlk, Albatros, Praha 1973, přeložili Emanuel a Taťána Tislchovi.
- Ta, která přežila, Melantrich Praha 1976, přeložil Antonín Hendrych.
- V pátek se koupeme, Lidové nakladatelství, Praha 1979, přeložil Zdeněk Karel Slabý, ilustroval Neprakta.
- Káně Kašpar, Lidové nakladatelství, Praha 1983, přeložil Zdeněk Karel Slabý, ilustroval Adolf Born.
- Co si přál nejkrásnější mrak, Kinderbuchverlag, Berlín, 1985, přeložila Stella Mertová